# Andreea Diaconu
Andreea Diaconu (28 de marzo de 1991) es una modelo rumana. Ha figurado en portadas de revista de Francia, Rumanía, Rusia, España y Suiza. Diaconu posó para la revista Vogue por primera vez a la edad de 21, para la edición de febrero de 2013.  Es el rostro de Gucci, Dolce & Gabbana, y Belstaff. En 2014, posó para una campaña de Belstaff, junto a David Beckham.
Diaconu es la segunda de su país, después de Diana Moldovan, en posar para el reconocido catálogo de Victoria's Secret.  Moldovan y Diaconu han abierto tres retaurantes de comida saludable llamados Moo Moo cerca de Bucarest.

## Biografía
Diaconu tenía tan solo 11 años cuando un cazatalentos se le acercó para hablarle de la posibilidad de comenzar una carrera en la moda; sin embargo, no aceptó hasta los 13 años. Fue descubierta cuando asistía a una piscina local. Explicó que no se sintió muy atraída al principio al modelaje en una entrevista con Daily Front Row, diciendo que en el lugar de donde ella es el modelaje no está bien visto. Dijo que el apoyo de su familia y amigos y el dinero la impulsaron a empezar la carrera.
Si no fuera modelo, ha dicho que su trabajo soñado sería instructora de karate, traductora, o surfista. Aparte de un avento en el que participó a los 13 años, Diaconu debutó en el Milan Fashion Week primavera/verano 2006 a los 14 años para Dolce & Gabbana. Entonces se mudó a Nueva York a los 20 años para proseguir con su carrera como modelo. El 8 de julio de 2020 contrajo matrimonio con el supermodelo canadiense Simon Nessman.
En septiembre de 2014 confirmó estar estudiando psicología social en la Universidad Western.  Diaconu es capaz de hablar cinco lenguas, incluyendo francés, italiano, y Chino mandarín básico.

## Carrera
Diaconu ha aparecido en las portadas de Vogue Francia Estados Unidos, España, Países Bajos, Alemania, Brasil, Corea, México y Turquía. 
En Elle Francia, Rusia y Rumanía y en la revista W.
Diaconu ha desfilado para Roberto Cavalli, Prada, Tommy Hilfiger, Bottega Veneta, Gucci, Dolce & Gabbana, Michael Kors, Balmain, DKNY, John Galliano, Chanel, Blumarine, Versace, Oscar de la Renta, Emilio Pucci, Ralph Lauren, Salvatore Ferragamo, Marchesa, Giorgio Armani, Thierry Mugler, Moschino, Stella McCartney, DSquared2, Tom Ford, Vera Wang, Carolina Herrera, rag+bone, Chloé, Missoni, Gianfranco Ferré, Emporio Armani, Prabal Gurung, Céline, y Lanvin. 
Ha aparecido en campañas de Viktor & Rolf, Gucci, Hugo Boss, Donna Karan, Céline, Tiffany & Co., De Beers, Chloé, Ralph Lauren, Dolce & Gabbana, Tod's, Salvatore Ferragamo, David Yurman, Giuseppe Zanotti, Trussardi, Isabel Marant, Balmain, Max Mara, Adolfo Domínguez, Custo Barcelona, J. Crew, H&M, Juicy Couture, y Gap.
Es el rostro de la fragancia de Donna Karan, Cashmere Mist como también de la fragancia de Viktor & Rolf, Flowerbomb.